# Meistriliiga de 2016
Meistriliiga de 2016 (conhecido como A. Le Coq Premium Liiga, por motivos de patrocínio) foi a 26.ª edição da Meistriliiga. A competição teve início em 4 de março, e teve como o campeão a equipe do FC Infonet.

## Equipes
| Equipe          | Localização | Estádio                | Capacidade |
| --------------- | ----------- | ---------------------- | ---------- |
| Flora           | Tallinn     | A. Le Coq Arena        | 9.692      |
| Infonet         | Tallinn     | Sportland Arena        | 400        |
| Levadia Tallinn | Tallinn     | Kadriorg Stadium       | 5.000      |
| Narva Trans     | Narva       | Kreenholmi Stadium     | 1.065      |
| Nõmme Kalju     | Tallinn     | Kadriorg Stadium       | 300        |
| Paide           | Paide       | ÜG Stadium             | 268        |
| Pärnu           | Pärnu       | Pärnu Raeküla staadion | 1.501      |
| Sillamäe Kalev  | Sillamäe    | Kalevi Stadium         | 800        |
| Tammeka         | Tartu       | Tamme Stadium          | 1.750      |
| Tarvas          | Rakvere     | Rakvere linnastaadion  | 1.785      |

## Classificação geral
| Meistriliiga de 2016 | Meistriliiga de 2016 | Meistriliiga de 2016 | Meistriliiga de 2016 | Meistriliiga de 2016 | Meistriliiga de 2016 | Meistriliiga de 2016 | Meistriliiga de 2016 | Meistriliiga de 2016 | Meistriliiga de 2016 | Meistriliiga de 2016 | Meistriliiga de 2016                              |
| Pos                  | Equipes              | Pts                  | J                    | V                    | E                    | D                    | GM                   | GS                   | SG                   | %                    | Classificação ou rebaixamento                     |
| -------------------- | -------------------- | -------------------- | -------------------- | -------------------- | -------------------- | -------------------- | -------------------- | -------------------- | -------------------- | -------------------- | ------------------------------------------------- |
| 1                    | Infonet              | 80                   | 36                   | 24                   | 8                    | 4                    | 74                   | 33                   | 41                   | 74,1%                | Play-offs da Liga dos Campeões da UEFA de 2017–18 |
| 2                    | Levadia Tallinn      | 78                   | 36                   | 24                   | 6                    | 6                    | 77                   | 30                   | 47                   | 72,2%                | Play-offs da Liga Europa da UEFA de 2017–18       |
| 3                    | Nõmme Kalju          | 75                   | 36                   | 22                   | 9                    | 5                    | 70                   | 28                   | 42                   | 69,4%                | Play-offs da Liga Europa da UEFA de 2017–18       |
| 4                    | Flora                | 73                   | 36                   | 21                   | 10                   | 5                    | 96                   | 31                   | 65                   | 67,6%                |                                                   |
| 5                    | Sillamäe Kalev       | 51                   | 36                   | 14                   | 9                    | 13                   | 65                   | 55                   | 10                   | 47,2%                |                                                   |
| 6                    | Paide                | 48                   | 36                   | 14                   | 6                    | 16                   | 58                   | 61                   | −3                   | 44,4%                |                                                   |
| 7                    | Tammeka              | 41                   | 36                   | 12                   | 5                    | 19                   | 43                   | 65                   | −22                  | 38,0%                |                                                   |
| 8                    | Narva Trans          | 41                   | 36                   | 11                   | 8                    | 17                   | 60                   | 68                   | −8                   | 38,0%                |                                                   |
| 9                    | Pärnu                | 17                   | 36                   | 5                    | 2                    | 29                   | 24                   | 98                   | −74                  | 15,7%                | Play-off de Rebaixamento                          |
| 10                   | Viljandi             | 3                    | 36                   | 0                    | 3                    | 33                   | 15                   | 113                  | −98                  | 2,8%                 | Zona de rebaixamento à Esiliiga em 2017           |

### Premiação
| Campeão                 |
| ----------------------- |
| FC Infonet (1.° título) |

## Play-off
| 12 de novembro    | Maardu | 1 — 5 | Pärnu | Maardu      |
| 13:00 EET (UTC+2) |        |       |       | Público: 86 |

| 19 de novembro    | Pärnu | 4 — 3 | Maardu | Pärnu        |
| 13:00 EET (UTC+2) |       |       |        | Público: 135 |